# Boédas

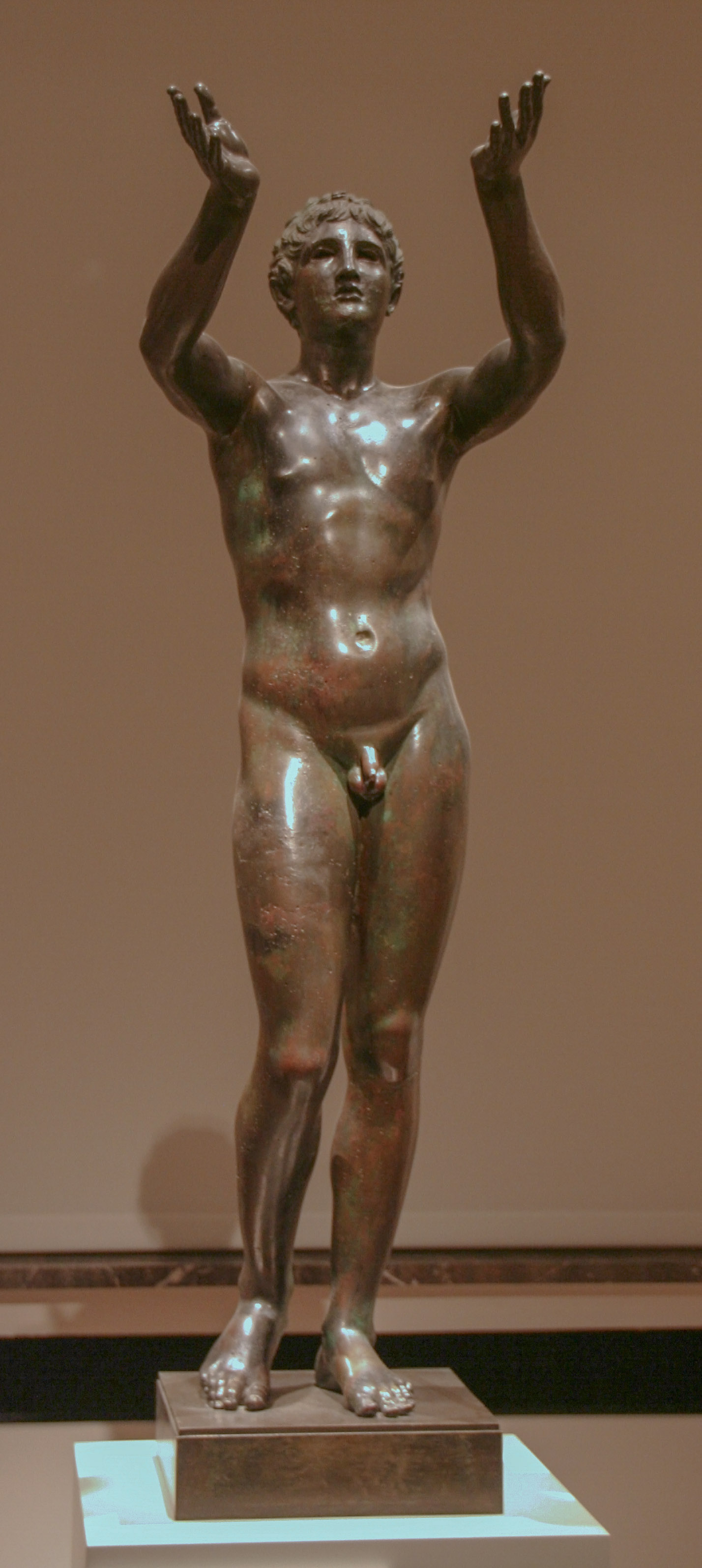
Adolescent en prière (Betender Knabe). Bronze, Berlin, Altes Museum.

Boédas ou Boidas (grec ancien : Βοίδας) est un sculpteur grec né vers 300 avant notre ère.
Il est un fils et disciple de Lysippe et est le frère des sculpteurs Daippos et Euthycratès.
Il est l'auteur d'une statue d'adolescent en prière. Une statue en bronze du musée de Berlin, datant du Ier siècle av. J.-C. et proche du style de Lysippe, est peut-être une copie de l'œuvre de Boédas. Cependant cette interprétation est aujourd'hui contestée : les bras en l'air caractéristiques de l'orant ont été réalisés au XVIIe siècle ; on ne peut donc être sûr qu'il s'agissait à l'origine d'un orant.
Un sculpteur du même nom est mentionné par Vitruve, qui précise qu'il était un artiste talentueux. Selon Denys le Périégète, il était l'auteur d'une statue d'adolescent en prière qui se trouvait dans le temple de Zeus Urios, près de Byzance. Il pourrait donc s'agir du même artiste.